# Tatarstan Airlines
Tatarstan Airlines (En ruso: Авиакомпания «Татарстан», en tártaro: Татарстан Һава Юллары) fue una aerolínea basada en el Aeropuerto Internacional de Kazan, en Kazán, Rusia. Fue fundada en 1993 y fue la aerolínea regional de la República de Tatarstan, parte de la Federación Rusa. La aerolínea cesó sus operaciones tras haber sufrido el accidente del Vuelo 363 de Tatarstan Airlines.

## Historia
La aerolínea comenzó operaciones en 1999 operando vuelos hacia varias ciudades en Rusia (Moscú, San Petersburgo y Makhachkala) y varios destinos internacionales (Bakú, Dushambe, Ereván, Tashkent, Khujand, Estambul, Praga y Tel Aviv) 
Tatarstan Airlines también operó vuelos chárter hacia ciudades en Rusia, Bulgaria, Egipto, Grecia y Turquía. El total de destinos operados por Tatarstan Airlines alcanzó las 40 rutas en 2010-2011. El número de pasajeros transportados en 2009 fue de 577.000, y en 2010 aumentó a 603.000, en 2011 la aerolínea transportó a 824.000 pasajeros.
Tras el accidente del Vuelo 363 de Tatarstan Airlines el regulador de transporte aéreo de Rusia, Rosaviatsiya, recomendó que se retirara la licencia de operación de Tatarstan Airlines después de que los investigadores de incidentes aéreos concluyeran que el accidente se debió a una tripulación con exceso de trabajo y capacitación inadecuada. La licencia de explotación de la aerolínea fue revocada el 31 de diciembre de 2013 y su avión se transfirió a Ak Bars Aero.

## Destinos

### Acuerdos de código compartido
Tatarstan Airlines tiene acuerdos de código compartido con las siguientes aerolíneas:
- Ak Bars Aero

- Turkish Airlines (Star Alliance)

- VIM Airlines

## Accidentes e incidentes
El 17 de noviembre de 2013 un Boeing 737-500 matrícula VQ-BBN chocó contra la pista del Aeropuerto Internacional de Kazán falleciendo la totalidad del pasaje y la tripulación.